# ديلماس (شركة شحن)
كانت شركة ديلماس للشحن ، التي تتخذ من لوهافر بفرنسا مقراً لها، شركة شحن حاويات وسفن الدحرجة ، تحمل بشكل رئيسي التجارة بين أوروبا الغربية وإفريقيا . كانت أكبر شركة شحن بين الموانئ الأوروبية والأفريقية. ديلماس مملوكة بالكامل لمجموعة سي إم ايه - سي جي أم ، بعد أن تم الحصول عليها من مجموعة بولوري بمبلغ 470 مليون يورو في عام 2005. تم دمج علامة ديلماس التجارية بالكامل في سي إم ايه - سي جي أم في مارس 2016.
تدير الشركة أسطولًا من 49 سفينة بطاقة جماعية تبلغ 63,000 وحدة،  على 15 طريقًا بين أوروبا وأفريقيا والمحيط الهندي .

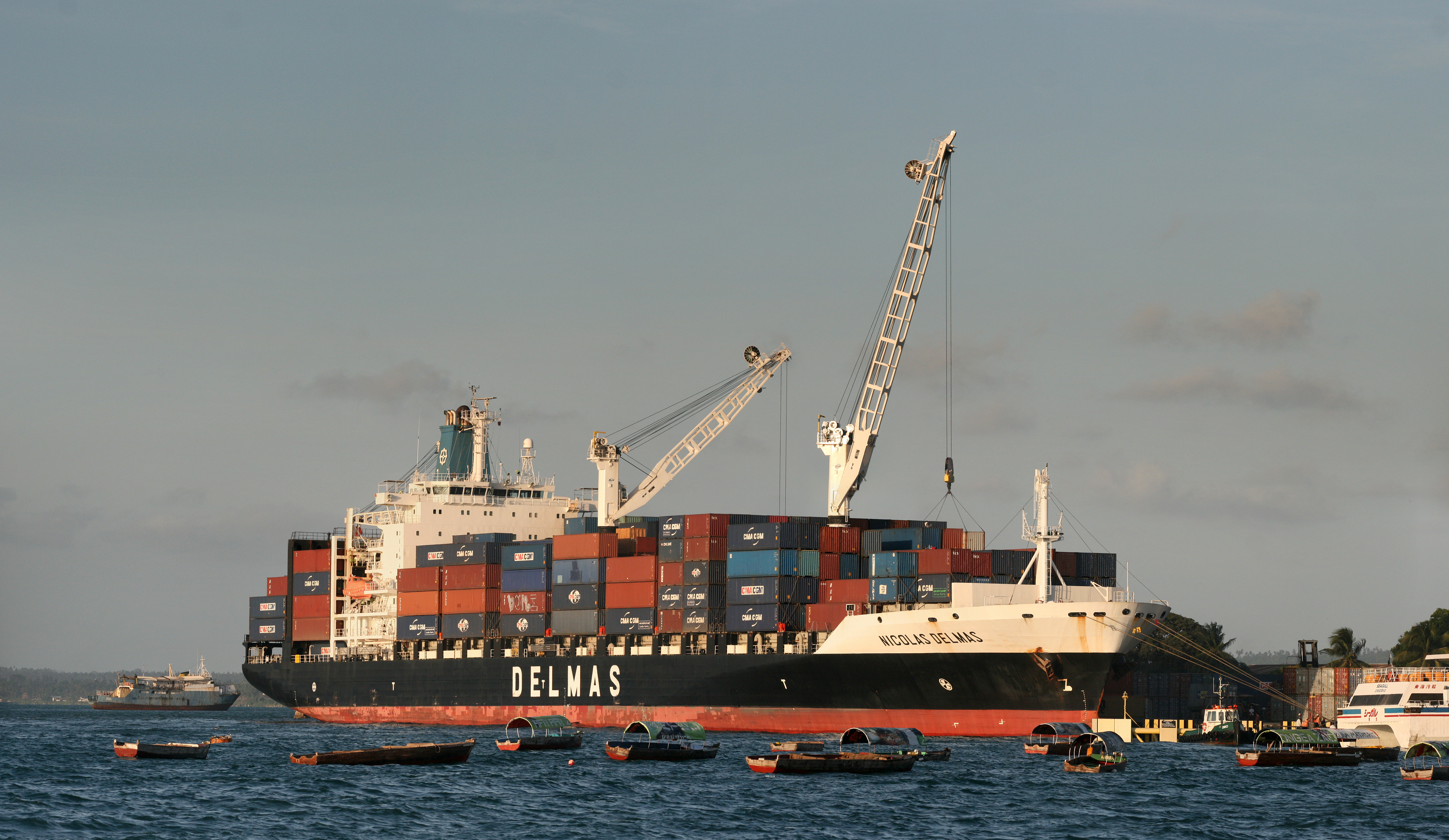
سفينة حاويات ديلماس تفريغ في ميناء زنجبار في تنزانيا

## روابط خارجية
- ديلماس الموقع الرسمي